# Atlàssovo
Atlàssovo (en rus: Атласово) és un poble (un possiólok) del krai de Kamtxatka, a Rússia, que el 2020 tenia 605 habitants. Pertany al districte de Mílkovo.